# 2010-es Formula–1 maláj nagydíj
A maláj nagydíj volt a 2010-es Formula–1 világbajnokság harmadik futama, amelyet 2010. április 2. és április 4. között rendeztek meg a malajziai Sepang International Circuiten, Kuala Lumpurban.

## Szabadedzések

### Első szabadedzés
A maláj nagydíj első szabadedzését április 2-án, pénteken tartották, közép-európai idő szerint 04:00 és 05:30 óra között.
| Helyezés | Versenyző          | Csapat/Motor         | Elért idő | Különbség | Futott kör |
| -------- | ------------------ | -------------------- | --------- | --------- | ---------- |
| 1        | Lewis Hamilton     | McLaren-Mercedes     | 1:34,921  | −         | 19         |
| 2        | Nico Rosberg       | Mercedes             | 1:35,106  | + 0,185   | 19         |
| 3        | Jenson Button      | McLaren-Mercedes     | 1:35,207  | + 0,286   | 25         |
| 4        | Michael Schumacher | Mercedes             | 1:35,225  | + 0,304   | 14         |
| 5        | Robert Kubica      | Renault              | 1:35,402  | + 0,481   | 22         |
| 6        | Mark Webber        | Red Bull-Renault     | 1:35,479  | + 0,558   | 22         |
| 7        | Adrian Sutil       | Force India-Mercedes | 1:35,955  | + 1,034   | 20         |
| 8        | Fernando Alonso    | Ferrari              | 1:35,959  | + 1,038   | 20         |
| 9        | Sebastian Vettel   | Red Bull-Renault     | 1:36,043  | + 1,122   | 19         |
| 10       | Sébastien Buemi    | Toro Rosso-Ferrari   | 1:36,100  | + 1,179   | 20         |
| 11       | Felipe Massa       | Ferrari              | 1:36,451  | + 1,530   | 22         |
| 12       | Kobajasi Kamui     | Sauber-Ferrari       | 1:36,503  | + 1,582   | 28         |
| 13       | Jaime Alguersuari  | Toro Rosso-Ferrari   | 1:36,645  | + 1,724   | 18         |
| 14       | Vitalij Petrov     | Renault              | 1:36,712  | + 1,791   | 9          |
| 15       | Paul di Resta      | Force India-Mercedes | 1:36,891  | + 1,970   | 25         |
| 16       | Pedro de la Rosa   | Sauber-Ferrari       | 1:36,899  | + 1,978   | 24         |
| 17       | Nico Hülkenberg    | Williams-Cosworth    | 1:37,802  | + 2,881   | 27         |
| 18       | Rubens Barrichello | Williams-Cosworth    | 1:38,278  | + 3,357   | 18         |
| 19       | Jarno Trulli       | Lotus-Cosworth       | 1:39,460  | + 4,539   | 21         |
| 20       | Timo Glock         | Virgin-Cosworth      | 1:39,755  | + 4,834   | 17         |
| 21       | Lucas di Grassi    | Virgin-Cosworth      | 1:40,159  | + 5,238   | 25         |
| 22       | Fairuz Fauzy       | Lotus-Cosworth       | 1:40,721  | + 5,800   | 19         |
| 23       | Bruno Senna        | HRT-Cosworth         | 1:41,832  | + 6,911   | 27         |
| 24       | Karun Chandhok     | HRT-Cosworth         | 1:41,966  | + 7,045   | 24         |

### Második szabadedzés
A maláj nagydíj második szabadedzését április 2-án, pénteken futották, közép-európai idő szerint 08:00 és 09:30 óra között.
| Helyezés | Versenyző          | Csapat/Motor         | Elért idő | Különbség | Futott kör |
| -------- | ------------------ | -------------------- | --------- | --------- | ---------- |
| 1        | Lewis Hamilton     | McLaren-Mercedes     | 1:34,175  | −         | 27         |
| 2        | Sebastian Vettel   | Red Bull-Renault     | 1:34,441  | + 0,266   | 28         |
| 3        | Nico Rosberg       | Mercedes             | 1:34,443  | + 0,268   | 30         |
| 4        | Jenson Button      | McLaren-Mercedes     | 1:34,538  | + 0,363   | 24         |
| 5        | Michael Schumacher | Mercedes             | 1:34,674  | + 0,499   | 30         |
| 6        | Robert Kubica      | Renault              | 1:35,148  | + 0,973   | 34         |
| 7        | Fernando Alonso    | Ferrari              | 1:35,581  | + 1,406   | 34         |
| 8        | Sébastien Buemi    | Toro Rosso-Ferrari   | 1:35,660  | + 1,485   | 39         |
| 9        | Vitalij Petrov     | Renault              | 1:35,872  | + 1,697   | 20         |
| 10       | Adrian Sutil       | Force India-Mercedes | 1:35,957  | + 1,782   | 32         |
| 11       | Kobajasi Kamui     | Sauber-Ferrari       | 1:36,018  | + 1,843   | 38         |
| 12       | Vitantonio Liuzzi  | Force India-Mercedes | 1:36,221  | + 2,046   | 34         |
| 13       | Pedro de la Rosa   | Sauber-Ferrari       | 1:36,325  | + 2,150   | 33         |
| 14       | Jaime Alguersuari  | Toro Rosso-Ferrari   | 1:36,325  | + 2,150   | 39         |
| 15       | Felipe Massa       | Ferrari              | 1:36,602  | + 2,427   | 30         |
| 16       | Rubens Barrichello | Williams-Cosworth    | 1:36,813  | + 2,638   | 26         |
| 17       | Nico Hülkenberg    | Williams-Cosworth    | 1:37,415  | + 3,240   | 19         |
| 18       | Jarno Trulli       | Lotus-Cosworth       | 1:38,454  | + 4,279   | 34         |
| 19       | Heikki Kovalainen  | Lotus-Cosworth       | 1:38,530  | + 4,355   | 32         |
| 20       | Mark Webber        | Red Bull-Renault     | 1:38,786  | + 4,611   | 13         |
| 21       | Timo Glock         | Virgin-Cosworth      | 1:39,061  | + 4,886   | 23         |
| 22       | Lucas di Grassi    | Virgin-Cosworth      | 1:39,158  | + 4,983   | 29         |
| 23       | Karun Chandhok     | HRT-Cosworth         | 1:41,084  | + 6,909   | 27         |
| 24       | Bruno Senna        | HRT-Cosworth         | 1:41,481  | + 7,306   | 32         |

### Harmadik szabadedzés
A maláj nagydíj harmadik szabadedzését április 3-án, szombaton délelőtt tartották, közép-európai idő szerint 07:00 és 08:00 óra között.
| Helyezés | Versenyző          | Csapat/Motor         | Elért idő | Különbség | Futott kör |
| -------- | ------------------ | -------------------- | --------- | --------- | ---------- |
| 1        | Mark Webber        | Red Bull-Renault     | 1:33,542  | −         | 17         |
| 2        | Lewis Hamilton     | McLaren-Mercedes     | 1:33,559  | + 0,017   | 14         |
| 3        | Sebastian Vettel   | Red Bull-Renault     | 1:33,587  | + 0,045   | 17         |
| 4        | Fernando Alonso    | Ferrari              | 1:33,751  | + 0,209   | 19         |
| 5        | Michael Schumacher | Mercedes             | 1:33,992  | + 0,450   | 15         |
| 6        | Nico Rosberg       | Mercedes             | 1:34,090  | + 0,548   | 13         |
| 7        | Jenson Button      | McLaren-Mercedes     | 1:34,113  | + 0,571   | 16         |
| 8        | Felipe Massa       | Ferrari              | 1:34,174  | + 0,632   | 15         |
| 9        | Rubens Barrichello | Williams-Cosworth    | 1:34,540  | + 0,998   | 13         |
| 10       | Robert Kubica      | Renault              | 1:34,549  | + 1,007   | 17         |
| 11       | Adrian Sutil       | Force India-Mercedes | 1:34,623  | + 1,081   | 11         |
| 12       | Sébastien Buemi    | Toro Rosso-Ferrari   | 1:34,673  | + 1,131   | 19         |
| 13       | Nico Hülkenberg    | Williams-Cosworth    | 1:34,882  | + 1,340   | 13         |
| 14       | Vitantonio Liuzzi  | Force India-Mercedes | 1:34,957  | + 1,415   | 16         |
| 15       | Jaime Alguersuari  | Toro Rosso-Ferrari   | 1:35,026  | + 1,484   | 16         |
| 16       | Vitalij Petrov     | Renault              | 1:35,076  | + 1,534   | 17         |
| 17       | Pedro de la Rosa   | Sauber-Ferrari       | 1:35,477  | + 1,935   | 18         |
| 18       | Kobajasi Kamui     | Sauber-Ferrari       | 1:36,404  | + 2,862   | 19         |
| 19       | Timo Glock         | Virgin-Cosworth      | 1:37,299  | + 3,757   | 15         |
| 20       | Jarno Trulli       | Lotus-Cosworth       | 1:37,369  | + 3,827   | 16         |
| 21       | Heikki Kovalainen  | Lotus-Cosworth       | 1:38,161  | + 4,619   | 18         |
| 22       | Lucas di Grassi    | Virgin-Cosworth      | 1:38,783  | + 5,241   | 13         |
| 23       | Bruno Senna        | HRT-Cosworth         | 1:39,868  | + 6,326   | 19         |
| 24       | Karun Chandhok     | HRT-Cosworth         | 1:39,895  | + 6,353   | 16         |

## Időmérő edzés
A maláj nagydíj időmérő edzését április 3-án, szombaton futották, közép-európai idő szerint 10:00 és 11:00 óra között.
| Helyezés | Versenyző          | Csapat/Motor         | 1. rész  | 2. rész    | 3. rész  |
| -------- | ------------------ | -------------------- | -------- | ---------- | -------- |
| 1        | Mark Webber        | Red Bull-Renault     | 1:51.886 | 1:48.210   | 1:49.327 |
| 2        | Nico Rosberg       | Mercedes             | 1:52.560 | 1:47.417   | 1:50.673 |
| 3        | Sebastian Vettel   | Red Bull-Renault     | 1:47.632 | 1:46.828   | 1:50.789 |
| 4        | Adrian Sutil       | Force India-Mercedes | 1:49.479 | 1:47.085   | 1:50.914 |
| 5        | Nico Hülkenberg    | Williams-Cosworth    | 1:49.664 | 1:47.346   | 1:51.001 |
| 6        | Robert Kubica      | Renault              | 1:46.283 | 1:46.951   | 1:51.051 |
| 7        | Rubens Barrichello | Williams-Cosworth    | 1:50.301 | 1:48.371   | 1:51.511 |
| 8        | Michael Schumacher | Mercedes             | 1:52.239 | 1:48.400   | 1:51.717 |
| 9        | Kobajasi Kamui     | Sauber-Ferrari       | 1:48.467 | 1:47.792   | 1:51.767 |
| 10       | Vitantonio Liuzzi  | Force India-Mercedes | 1:49.922 | 1:48.238   | 1:52.254 |
| 11       | Vitalij Petrov     | Renault              | 1:47.952 | 1:48.760   |          |
| 12       | Pedro de la Rosa   | Sauber-Ferrari       | 1:47.153 | 1:48.771   |          |
| 13       | Sébastien Buemi    | Toro Rosso-Ferrari   | 1:48.945 | 1:49.207   |          |
| 14       | Jaime Alguersuari  | Toro Rosso-Ferrari   | 1:48.655 | 1:49.464   |          |
| 15       | Heikki Kovalainen  | Lotus-Cosworth       | 1:52.875 | 1:52.270   |          |
| 16       | Timo Glock         | Virgin-Cosworth      | 1:52.398 | 1:52.520   |          |
| 17       | Jenson Button      | McLaren-Mercedes     | 1:52.211 | idő nélkül |          |
| 18       | Jarno Trulli       | Lotus-Cosworth       | 1:52.884 |            |          |
| 19       | Fernando Alonso    | Ferrari              | 1:53.044 |            |          |
| 20       | Lewis Hamilton     | McLaren-Mercedes     | 1:53.050 |            |          |
| 21       | Felipe Massa       | Ferrari              | 1:53.283 |            |          |
| 22       | Karun Chandhok     | HRT-Cosworth         | 1:56.299 |            |          |
| 23       | Bruno Senna        | HRT-Cosworth         | 1:57.269 |            |          |
| 24       | Lucas di Grassi    | Virgin-Cosworth      | 1:59.977 |            |          |

## Futam
A maláj nagydíj futama április 4-én, vasárnap, közép-európai idő szerint 11:00 órakor rajtolt.
| Helyezés | Rajtszám | Versenyző          | Csapat/Motor         | Futott kör | Idő/Kiesés oka | Rajthely | Pont |
| -------- | -------- | ------------------ | -------------------- | ---------- | -------------- | -------- | ---- |
| 1        | 5        | Sebastian Vettel   | Red Bull-Renault     | 56         | 1h33:48,412    | 3        | 25   |
| 2        | 6        | Mark Webber        | Red Bull-Renault     | 56         | + 4,849        | 1        | 18   |
| 3        | 4        | Nico Rosberg       | Mercedes             | 56         | + 13,504       | 2        | 15   |
| 4        | 11       | Robert Kubica      | Renault              | 56         | + 18,589       | 6        | 12   |
| 5        | 14       | Adrian Sutil       | Force India-Mercedes | 56         | + 21,059       | 4        | 10   |
| 6        | 2        | Lewis Hamilton     | McLaren-Mercedes     | 56         | + 23,471       | 20       | 8    |
| 7        | 7        | Felipe Massa       | Ferrari              | 56         | + 27,068       | 21       | 6    |
| 8        | 1        | Jenson Button      | McLaren-Mercedes     | 56         | + 37,918       | 17       | 4    |
| 9        | 17       | Jaime Alguersuari  | Toro Rosso-Ferrari   | 56         | + 1:10,602     | 14       | 2    |
| 10       | 10       | Nico Hülkenberg    | Williams-Cosworth    | 56         | + 1:13,399     | 5        | 1    |
| 11       | 16       | Sébastien Buemi    | Toro Rosso-Ferrari   | 56         | + 1:18,938     | 13       |      |
| 12       | 9        | Rubens Barrichello | Williams-Cosworth    | 55         | + 1 kör        | 7        |      |
| 13[1]    | 8        | Fernando Alonso    | Ferrari              | 54         | erőforrás      | 19       |      |
| 14       | 25       | Lucas di Grassi    | Virgin-Cosworth      | 53         | + 3 kör        | 24       |      |
| 15       | 20       | Karun Chandhok     | HRT-Cosworth         | 53         | + 3 kör        | 22       |      |
| 16       | 21       | Bruno Senna        | HRT-Cosworth         | 52         | + 4 kör        | 23       |      |
| 17       | 18       | Jarno Trulli       | Lotus-Cosworth       | 51         | + 5 kör        | 18       |      |
| hn       | 19       | Heikki Kovalainen  | Lotus-Cosworth       | 46         | +10 kör        | 15       |      |
| ki       | 12       | Vitalij Petrov     | Renault              | 32         | sebességváltó  | 11       |      |
| ki       | 15       | Vitantonio Liuzzi  | Force India-Mercedes | 12         | erőforrás      | 10       |      |
| ki       | 3        | Michael Schumacher | Mercedes             | 9          | kerék          | 8        |      |
| ki       | 23       | Kobajasi Kamui     | Sauber-Ferrari       | 8          | erőforrás      | 9        |      |
| ki       | 24       | Timo Glock         | Virgin-Cosworth      | 2          | kicsúszás      | 16       |      |
| ni       | 22       | Pedro de la Rosa   | Sauber-Ferrari       | 0          | erőforrás      | 12       |      |

Megjegyzés:
- ↑ 1:  — Fernando Alonso nem fejezte be a futamot, de helyezését értékelték, mert teljesítette a versenytáv több, mint 90%-át.

## A világbajnokság élmezőnyének állása a verseny után
| H   | Versenyzők         | Pont | H   | Konstruktőrök        | Pont |
| --- | ------------------ | ---- | --- | -------------------- | ---- |
| 1.  | Felipe Massa       | 39   | 1.  | Ferrari              | 76   |
| 2.  | Fernando Alonso    | 37   | 2.  | McLaren-Mercedes     | 66   |
| 3.  | Sebastian Vettel   | 37   | 3.  | Red Bull-Renault     | 61   |
| 4.  | Jenson Button      | 35   | 4.  | Mercedes             | 44   |
| 5.  | Nico Rosberg       | 35   | 5.  | Renault              | 30   |
| 6.  | Lewis Hamilton     | 31   | 6.  | Force India-Mercedes | 18   |
| 7.  | Robert Kubica      | 30   | 7.  | Williams-Cosworth    | 6    |
| 8.  | Mark Webber        | 24   | 8.  | Toro Rosso-Ferrari   | 2    |
| 9.  | Adrian Sutil       | 10   | 9.  | Sauber-Ferrari       | 0    |
| 10. | Michael Schumacher | 9    | 10. | Lotus-Cosworth       | 0    |

(A teljes táblázat)

## Statisztikák
Vezető helyen:
- Sebastian Vettel: 54 (1-22 / 25-56)
- Mark Webber: 2 (23-24)

Sebastian Vettel 6. győzelme, Mark Webber 2. pole-pozíciója, 5. leggyorsabb köre.
- Red Bull 7. győzelme.